# Деблокада Дечана
Деблокада Дечана је назив за организована офанзивна дејства Војске Југославије и МУП-а Србије према јединицама ОВК почетком јуна 1998. године са циљем елиминације албанских терориста и ослобађања ширег подручја општине Дечани на подручју југозападног дела Косова и Метохије. Ово подручје је пуна два месеца, у периоду април - мај 1998. године, било под потпуном контролом ОВК. У овом периоду ОВК је извела више офанзивних акција усмерених на полицију и цивиле и починила више злочина над локалним становништвом. Због потпуне блокаде овог подручја и немогућности нормалног функционисања свакодневних животних активности, снаге безбедности СР Југославије су извеле акцију деблокаде током које су јединице ОВК савладане и натеране на повлачење.

## Битка
Војска Југославије започела је офанзиву на подручје Дечана 1. јуна 1998. године, користећи тешко наоружање и оклопна возила. Операција је укључивала снажну артиљеријску ватру и ваздушне нападе, уз подршку хеликоптера. Напад је био усмерен на села у близини границе са Албанијом и дуж пута Пећ–Ђаковица, како би се прекинуо логистички ланац ОВК.
Првог дана борби, снаге ВЈ и МУП-а заузеле су неколико села око Дечана, укључујући Раставицу и Љубенић. Убрзо након тога, тешка артиљерија је коришћена за бомбардовање положаја ОВК у селима Гложане, Папраћане и Љубенић.
Током борби, јединице ЈСО заузеле су позиције у близини манастира Високи Дечани и наставиле са напредовањем у унутрашњост територије под контролом ОВК. Претходно су припадници ОВК покушали да нападну манастир, али су их снаге Југославије одбиле.
До 3. јуна, већина села у региону је поново стављена под контролу државе, а српска заједница у Дечанима је деблокирана.

## Последице
Према проценама хуманитарних организација и сведочењима локалног становништва, током и након операције страдало је 11 цивила албанске националности, док се још 18 води као нестало. Према извештајима Human Rights Watch-а, већина цивила је настрадала у селима која су се налазила на линији фронта.
Око 65.000 албанских цивила било је приморано да напусти своје домове, што је довело до једне од највећих таласа расељавања у току рата. Многи су потражили склониште у суседној Албанији или у шумама и планинама.
ОВК је током борби претрпела губитке и повукла се у унутрашњост територија под својом контролом. Међутим, у наредним месецима наставили су са герилским нападима, чиме је настављена нестабилност у региону.

## Реакције
Операција је изазвала оштру осуду међународне заједнице, посебно због извештаја о прекомерној употреби силе и страдању цивила. Стејт департмент САД и Европска унија упозорили су власти СР Југославије да се уздрже од даљих офанзива које угрожавају цивилно становништво.

## Међународне реакције поводом ситуације на КиМ
Деблокада Дечана и други окршаји били су повод за жестоке осуде међународне заједнице због свеукупне ситуације на Космету. Већ 8. јуна Савет Безбедности УН је увео ембарго на инвестиције у Савезну Републику Југославију. САД и ЕУ су оптужиле Србију за ратне злочине, етничко чишћење и хуманитарну катастрофу, па је под овим изговором НАТО распоредио трупе у Албанији и Македонији, и 11. јуна министри одбране земаља чланица НАТО-а су донели Декларацију о припремама плана за интервенцију на КиМ. ЕУ је је проширила санкције против СРЈ уводећи забрану комерцијалних летова авиона југославенских авио-компанија у свих 15 земаља чланица ЕУ, с циљем да се појача притисак на Слободана Милошевића. Јапанска влада је замрзнула југословенску имовину у тој земљи и забранила давање извозних кредита СРЈ. У исто време Контакт група је захтевала од Србије да повуче своје специјалне снаге из покрајине, омогући несметано кретање западних дипломата на подручју Космета, омогући повратак избеглицама и започне дијалог са Албанцима.
Албанија је ванредно реаговала због ситуације на Космету: Дубоко смо уверени да је геноцид који спроводе српске власти на Косову последица институционалне политике геноцида и државног тероризма који се спроводи помоћу војног, паравојног и полицијског механизма против косовских Албанаца. Отпор који пружа албанско становништво у самоодбрани од такве политике не може се назвати тероризмом.
СРЈ је подршку тражила од Русије, али после сусрета Слободана Милошевића и Бориса Јељцина 16. јуна у Москви, Србија је пристала да удовољи захтевима Контакт групе и повуче своје специјалне снаге са Космета, али под условом да престану терористичке активности ОВК, до чега није дошло. Још док је Милошевић био на путу, 13 земаља чланица НАТО пакта је извело ваздушну војну вежбу Одлучни орао на небу Албаније и Македоније, са циљем отворене војне поруке и претње Србији.